# Groß-Eichen
Groß-Eichen ist ein Ortsteil der Gemeinde Mücke im mittelhessischen Vogelsbergkreis.

## Ortsgeschichte

### Mittelalter
Die älteste bekannte Erwähnung des Ortes erfolgte zwischen 1036 und 1051 unter dem lateinischen Namen „ad quercus“ (bei der Eiche), in einem Kopiar aus der zweiten Hälfte des 13. Jahrhunderts. Der entsprechende Auszug lautet: „capella quedam in dicitur Ad quercus.“ (eine Kapelle genannt Ad quercus.) Vielleicht dasselbe Gotteshaus wird in einer Urkunde von 1326 genannt: „ecclesiam parrochialem in Eychen prope Grunenberg.“. Übersetzt: Die Pfarrkirche in Eichen nahe Grünberg.
Der Siedlungsname Eichen wird 1356 erstmals differenziert, als „Zuo Grossin Echin in dorfe“ urkundlich erwähnt wird. 1360 heißt es wieder: „czu den Eychen gelegen“. 1466 lässt sich „Wenigen-Eichen“ in einer Urkunde finden. „zu wenigeneyhin in dem gerichte obirnomen“. Der Ort liegt bei Groß-Eichen und ist wohl zeitweise wüst gefallen und gehörte ins Gericht Ober-Ohmen. Erst 1563 lässt sich der Name Klein-Eichen urkundlich belegen: „wonhafftig zu Klein-Aychen“ Dabei scheint der Ort identisch mi+ Wenigen-Eichen identisch zu sein.
Schließlich heißt es in einem Salbuch 1583: „Neichen“.
Die Namensforschung deutet Groß-Eichen als den größeren der Eichen-Orte und nicht als Ort mit den größeren Eichen. Das mhd. Wort „groß“ meint groß an Umfang, dagegen das mhd. „klein“ klein an Umfang, gering, schwach.

### Neuzeit
Die Reformation wurde wohl schon in den Jahren um 1530 eingeführt. Die ersten bekannten Pfarrer in Groß-Eichen waren:
- 1561–1564 Johannes Vipertus
- 1584–1612 Konrad Altag. Altag starb 1624.[12]

Die Statistisch-topographisch-historische Beschreibung des Großherzogthums Hessen berichtet 1830 über Groß-Eichen:

„Großeneichen (L. Bez. Grünberg) evangel. Pfarrdorf; liegt im Vogelsberg 1 1⁄2 St. von Grünberg, und gehört dem Freiherrn von Riedesel. Man findet 137 Häuser und 773 Einwohner, die außer 3 Katholiken evangelisch sind, sodann 1 Kirche, 3 Mahlmühlen, womit 2 Oelmühlen verbunden sind, und 1 Ziegelhütte. Die Einwohner nähren sich stark mit Flachsspinnerei und Leineweberei, jedoch wird die Weberei meist nur im Winter, und auf mehr als 100 Stühlen, getrieben. – In der ersten Hälfte des 11. Jahrhunderts kommt in einem Orte ad Quercus genannt, eine Kapelle vor, die der Erzbischof Erkanbald von Mainz geweiht hatte. Spätere Umstände verrathen, daß hierunter Großeneichen gemeint sey.“

Hessische Gebietsreform (1970–1977)
Zum 31. Dezember 1971 wurde die bis dahin selbständige Gemeinde Groß-Eichen im Zuge der Gebietsreform in Hessen auf freiwilliger Basis in die Gemeinde Mücke eingegliedert. Für Groß-Eichen wurde ein Ortsbezirk gebildet.

### Verwaltungsgeschichte im Überblick
Die folgende Liste zeigt die Staaten und Verwaltungseinheiten, denen Groß-Eichen angehört(e):
- vor 1567: Heiliges Römisches Reich, Gericht Ober-Ohmen der Freiherren Riedesel zu Eisenbach[18]
- 1604–1648: Heiliges Römisches Reich, strittig zwischen Landgrafschaft Hessen-Darmstadt und Landgrafschaft Hessen-Kassel (Hessenkrieg)
- ab 1627: Heiliges Römisches Reich, Oberherrschaft: Landgrafschaft Hessen-Darmstadt, Gericht Ober-Ohmen der Freiherren Riedesel zu Eisenbach
- 1787: Heiliges Römisches Reich, Landgrafschaft Hessen-Darmstadt, Oberfürstentum Hessen, Amt Grünberg, Gericht Ober-Ohmen der Freiherren Riedesel zu Eisenbach
- ab 1806: Großherzogtum Hessen,[Anm. 2] Fürstentum Oberhessen, Amt Grünberg[19]
- ab 1815: Großherzogtum Hessen[Anm. 3], Provinz Oberhessen, Amt Grünberg
- ab 1821: Großherzogtum Hessen, Provinz Oberhessen, Landratsbezirk Grünberg[Anm. 4]
- ab 1832: Großherzogtum Hessen, Provinz Oberhessen, Kreis Grünberg
- ab 1848: Großherzogtum Hessen, Regierungsbezirk Gießen
- ab 1852: Großherzogtum Hessen, Provinz Oberhessen, Kreis Grünberg
- ab 1867: Norddeutscher Bund[Anm. 5], Großherzogtum Hessen, Provinz Oberhessen, Kreis Grünberg
- ab 1871: Deutsches Reich, Großherzogtum Hessen, Provinz Oberhessen, Kreis Grünberg
- ab 1874: Deutsches Reich, Großherzogtum Hessen, Provinz Oberhessen, Kreis Schotten
- ab 1918: Deutsches Reich (Weimarer Republik), Volksstaat Hessen, Provinz Oberhessen, Kreis Schotten
- ab 1938: Deutsches Reich, Volksstaat Hessen, Landkreis Alsfeld[20][Anm. 6]
- ab 1945: Amerikanische Besatzungszone,[Anm. 7] Groß-Hessen, Regierungsbezirk Darmstadt, Landkreis Alsfeld
- ab 1946: Amerikanische Besatzungszone, Hessen, Regierungsbezirk Darmstadt, Landkreis Alsfeld
- ab 1949: Bundesrepublik Deutschland, Hessen, Regierungsbezirk Darmstadt, Landkreis Alsfeld
- ab 1972: Bundesrepublik Deutschland, Hessen, Regierungsbezirk Darmstadt, Vogelsbergkreis, Gemeinde Mücke[Anm. 8]
- ab 1981: Bundesrepublik Deutschland, Hessen, Regierungsbezirk Gießen, Vogelsbergkreis, Gemeinde Mücke

### Gerichte seit 1803
In der Landgrafschaft Hessen-Darmstadt wurde mit Ausführungsverordnung vom 9. Dezember 1803 das Gerichtswesen neu organisiert. Für die Provinz Oberhessen wurde das Hofgericht Gießen als Gericht der zweiten Instanz eingerichtet. Die Rechtsprechung der ersten Instanz wurde durch die Ämter bzw. Standesherren vorgenommen und somit war für Groß-Eichen das „Patrimonialgericht der Freiherren Riedesel zu Eisenbach“ in Ober-Ohmen zuständig. Nach der Gründung des Großherzogtums Hessen 1806 wurden die Aufgaben der ersten Instanz 1821 im Rahmen der Trennung von Rechtsprechung und Verwaltung auf die neu geschaffenen Land- bzw. Stadtgerichte übertragen. 1821 traten die Freiherren Riedesel zu Eisenbach ihre Recht am Gericht Ober-Ohmen an das Großherzogtum Hessen ab. „Landgericht Grünberg“ war daher von 1822 bis 1879 die Bezeichnung für das erstinstanzliche Gericht das für Groß-Eichen zuständig war.
Anlässlich der Einführung des Gerichtsverfassungsgesetzes mit Wirkung vom 1. Oktober 1879, infolge derer die bisherigen großherzoglichen Landgerichte durch Amtsgerichte an gleicher Stelle ersetzt wurden, während die neu geschaffenen Landgerichte nun als Obergerichte fungierten, kam es zur Umbenennung in „Amtsgericht Grünberg“ und Zuteilung zum Bezirk des Landgerichts Gießen. Am 1. Juli 1968 erfolgte die Auflösung des Amtsgerichts Grünberg, Groß-Eichen wurde dem Amtsgericht Alsfeld zugelegt.

## Bevölkerung

### Einwohnerstruktur 2011
Nach den Erhebungen des Zensus 2011 lebten am Stichtag dem 9. Mai 2011 in Groß-Eichen 915 Einwohner. Darunter waren 21 (2,3 %) Ausländer. Nach dem Lebensalter waren 183 Einwohner unter 18 Jahren, 348 zwischen 18 und 49, 195 zwischen 50 und 64 und 192 Einwohner waren älter. Die Einwohner lebten in 372 Haushalten. Davon waren 102 Singlehaushalte, 105 Paare ohne Kinder und 129 Paare mit Kindern, sowie 33 Alleinerziehende und 3 Wohngemeinschaften. In 90 Haushalten lebten ausschließlich Senioren und in 228 Haushaltungen lebten keine Senioren.

### Einwohnerentwicklung
| • 1800: | 651 Einwohner                       |
| • 1806: | 644 Einwohner, 121 Häuser           |
| • 1829: | 773 Einwohner, 137 Häuser           |
| • 1867: | 698 Einwohner, 137 bewohnte Gebäude |
| • 1875: | 712 Einwohner, 143 bewohnte Gebäude |

| Groß-Eichen: Einwohnerzahlen von 1800 bis 2022 | Groß-Eichen: Einwohnerzahlen von 1800 bis 2022 | Groß-Eichen: Einwohnerzahlen von 1800 bis 2022 | Groß-Eichen: Einwohnerzahlen von 1800 bis 2022 | Groß-Eichen: Einwohnerzahlen von 1800 bis 2022 |
| --- | ---------------------------------------------- | ---------------------------------------------- | ---------------------------------------------- | ---------------------------------------------- |
| Jahr |                                                |                                                |                                                | Einwohner                                      |
| 1800 | 1800                                           |                                                | 651                                            | 651                                            |
| 1806 | 1806                                           |                                                | 644                                            | 644                                            |
| 1829 | 1829                                           |                                                | 773                                            | 773                                            |
| 1834 | 1834                                           |                                                | 789                                            | 789                                            |
| 1840 | 1840                                           |                                                | 772                                            | 772                                            |
| 1846 | 1846                                           |                                                | 802                                            | 802                                            |
| 1852 | 1852                                           |                                                | 675                                            | 675                                            |
| 1858 | 1858                                           |                                                | 791                                            | 791                                            |
| 1864 | 1864                                           |                                                | 719                                            | 719                                            |
| 1871 | 1871                                           |                                                | 721                                            | 721                                            |
| 1875 | 1875                                           |                                                | 712                                            | 712                                            |
| 1885 | 1885                                           |                                                | 666                                            | 666                                            |
| 1895 | 1895                                           |                                                | 717                                            | 717                                            |
| 1905 | 1905                                           |                                                | 725                                            | 725                                            |
| 1910 | 1910                                           |                                                | 719                                            | 719                                            |
| 1925 | 1925                                           |                                                | 700                                            | 700                                            |
| 1939 | 1939                                           |                                                | 707                                            | 707                                            |
| 1946 | 1946                                           |                                                | 1.005                                          | 1.005                                          |
| 1950 | 1950                                           |                                                | 963                                            | 963                                            |
| 1956 | 1956                                           |                                                | 913                                            | 913                                            |
| 1961 | 1961                                           |                                                | 867                                            | 867                                            |
| 1967 | 1967                                           |                                                | 868                                            | 868                                            |
| 1970 | 1970                                           |                                                | 883                                            | 883                                            |
| 1980 | 1980                                           |                                                | ?                                              | ?                                              |
| 1990 | 1990                                           |                                                | ?                                              | ?                                              |
| 2000 | 2000                                           |                                                | ?                                              | ?                                              |
| 2011 | 2011                                           |                                                | 915                                            | 915                                            |
| 2015 | 2015                                           |                                                | 890                                            | 890                                            |
| 2022 | 2022                                           |                                                | 931                                            | 931                                            |
| Datenquelle: Historisches Gemeindeverzeichnis für Hessen: Die Bevölkerung der Gemeinden 1834 bis 1967. Wiesbaden: Hessisches Statistisches Landesamt, 1968. Weitere Quellen: LAGIS; Gemeinde Mücke; Zensus 2011 |                                                |                                                |                                                |                                                |

### Historische Religionszugehörigkeit
| • 1829: | 770 evangelische, 3 katholische Einwohner                         |
| • 1961: | 775 evangelische (= 89,39 %), 71 katholische (= 8,19 %) Einwohner |

## Politik
Ortsbeirat
Für Groß-Eichen besteht ein Ortsbezirk (Gebiete der ehemaligen Gemeinde Groß-Eichen) mit Ortsbeirat und Ortsvorsteher nach der Hessischen Gemeindeordnung.
Der Ortsbeirat besteht aus sieben Mitgliedern. Bei den Kommunalwahlen in Hessen 2021 betrug die Wahlbeteiligung zum Ortsbeirat 54,57 %. Alle Mitglieder gehören der „Ortsliste Groß-Eichen“ an. Der Ortsbeirat wählte Jennifer Schomber zur Ortsvorsteherin.

## Wirtschaft und Infrastruktur

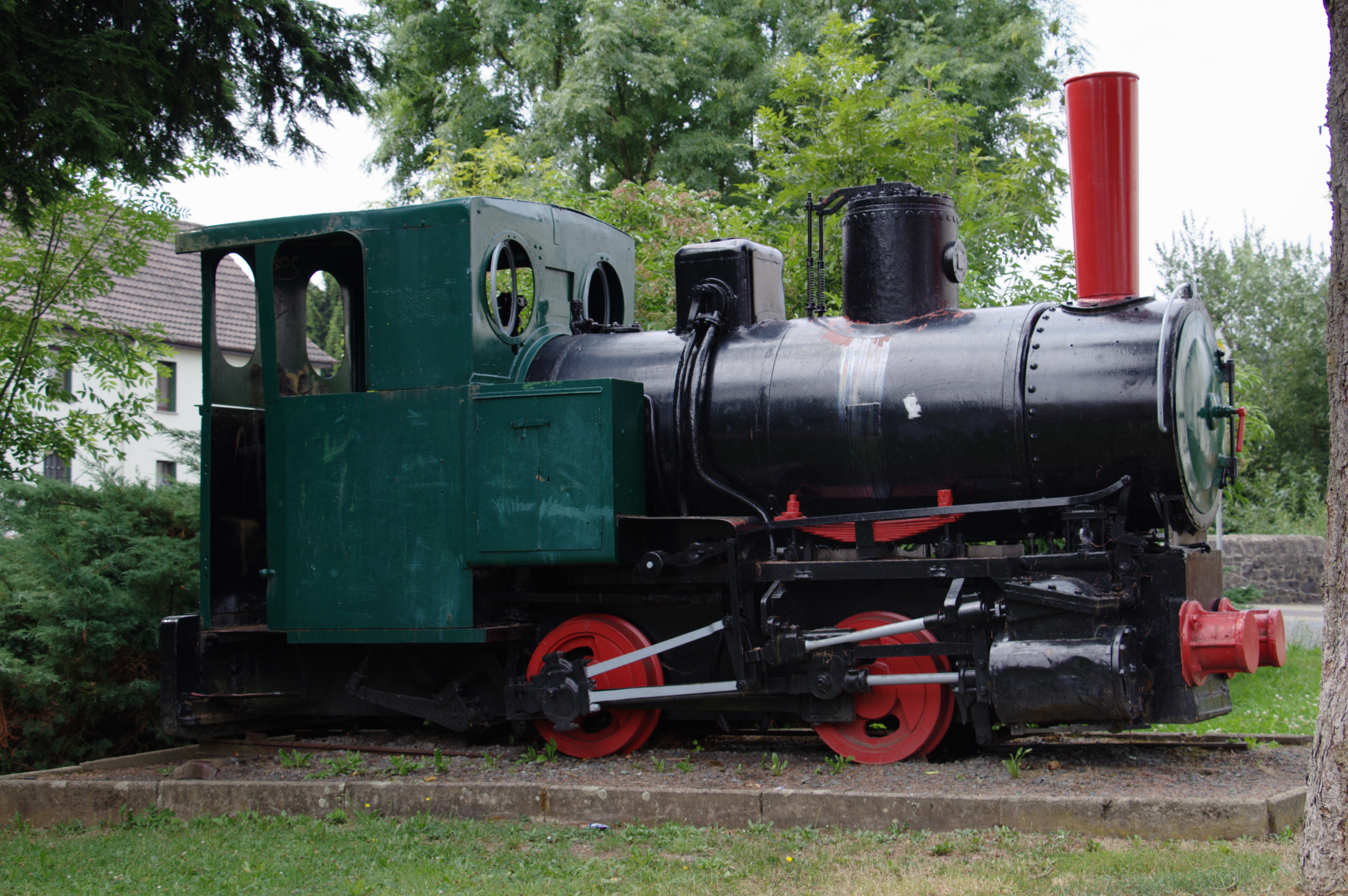
Feldbahn Lokomotive in Groß-Eichen

Der Ort liegt am Fuße des Vogelsbergs. Durch den Ort führt die Landesstraße 3325. Den Öffentlichen Personennahverkehr stellt die Verkehrsgesellschaft Oberhessen mit der Buslinie VB-76 sicher.
Früher wurde in dem Gebiet Bergbau betrieben. Als Denkmal zeugt davon noch eine alte Lokomotive. Am Ortsrand gibt es einen Campingplatz.

## Kultur
2020 begann in einem Fachwerkhaus in der Mitte des Ortes unter dem Titel "Holla-Haus" ein Kunst-Projekt, um das Kultur und Alltagsleben auf dem Land mit regionalen und bundesweiten Impulsen zu beleben. Die Photoaustellung "Kulturhaus hybrid mit Herz" war 2021 ein Beitrag zum Kultursommer Mittelhessen.